# 泛亞飲食
泛亞飲食有限公司（英語：Asia Pacific Catering）是香港大家樂集團有限公司經營的飯堂、大家樂於機構膳食市場之核心業務單位。該公司成立於1990年，營運單位總數3個，泛亞飲食於香港曾擁有逾60間分店，現只有3間。

## 簡介
泛亞飲食成立於1990年，針對大學、醫院、政府、公共和私人機構，提供餐飲服務。客戶包括主要大學、政府機構、醫院以及公共和私營的公司。
泛亞飲食於1999年成立「活力午餐」, 為全日制中學及小學留校進食午膳的學生提供營養均衡、安全衛生及款式多元化的午餐。

## 集團品質
- 勞工處五常法優質企業管理
- Q嘜認證
- ISO9001認證

## 分店

### 香港島
- 中西區
  - 香港大學
  - 瑪麗醫院（已結業）
  - 律敦治醫院
  - 麥理浩復康院
- 東區
  - 香港專業教育學院柴灣分校
  - 東區尤德夫人那打素醫院
- 南區
  - 聖士提反書院
  - 葛量洪醫院

### 九龍
- 九龍城區
  - 香港都會大學
  - 香港浸會大學
  - 香港浸會醫院
  - 九龍醫院
  - 醫院管理局大樓
- 深水埗區
  - 香港城市大學（已結業）
  - 九巴荔枝角車廠
- 油尖旺區
  - 香港理工大學
  - 伊利沙伯醫院
- 觀塘區
  - 基督教聯合醫院
  - 傲騰廣場 （已結業）

### 新界
- 屯門區
  - 屯门三圣邨商场
  - 青山發電廠
  - 龍鼓灘發電廠
- 葵青區
  - 香港專業教育學院青衣分校
  - 香港專業教育學院葵涌分校
  - 葵青貨櫃碼頭
  - 瑪嘉烈醫院
  - 葵涌醫院
- 西貢區
  - 香港科技大學
  - 蘋果日報（已關閉）
  - 將軍澳醫院
  - 電視廣播有限公司
- 沙田區
  - 威爾斯親王醫院
  - 沙田醫院
  - 香港中文大學
  - 香港科學園（已結業）
- 大埔區
  - 香港教育大學
  - 雅麗氏何妙齡那打素醫院
  - 大埔醫院
- 離島區
  - 香港國際機場
  - 亞洲空運中心
  - 國泰航空貨運站
  - 香港迪士尼樂園度假區

1. ↑  .   [2023-02-19]. （原始内容存档于2023-02-19）.